# Е (кана)

В хирагане

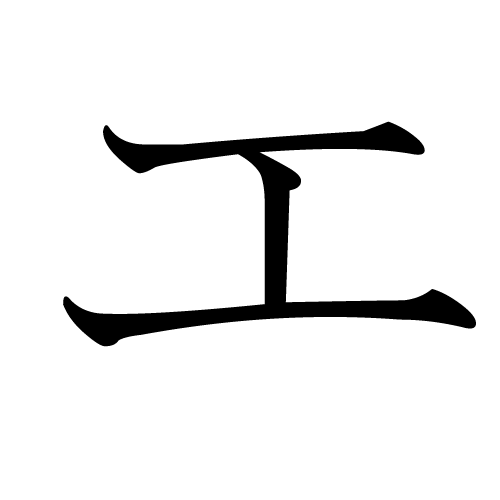
В катакане

Лигатура イ и エ

𛀁 — древний знак японской слоговой азбуки каны, обозначавший ныне исчезнувший из языка слог «е». В годзюоне располагался в строке «я» на четвёртой позиции (сейчас это место пустует). Ныне заменен знаком え (э).

## Написание знака
В эпоху манъёганы, когда для записи слов использовались лишь китайские иероглифы, «э» и «е» отличались друг от друга. Однако уже около X века, после исчезновения древнеяпонской специальной системы каны (даже раньше, чем «ви» и «вэ» стали сливаться с «и» и «э»), различие между ними начало стираться.
Во время зарождения каны ещё оставались различия, для «э» и «е» существовали разные знаки. Однако ко времени установления т. н. исторической орфографии каны различие в произношении исчезло. Соответствующие знаки каны стали обозначать одинаковый звук и находились в обращении параллельно (множество знаков каны, несущих один звук — было в то время обычным явлением).
В 1900 году указом правительства для начальных школ за каждой морой был закреплён один знак хираганы и катаканы, остальные знаки стали называться хэнтайганой. Для обозначения звука «э» было принято: в хирагане знак え, находившийся ранее в строке «а» годзюона, в катакане знак エ, бывший в строке «я».
| Звук     | э                       | е                   |
| -------- | ----------------------- | ------------------- |
| Кандзи   | 衣                      | 江                  |
| Хирагана | え (скорописный 衣)     | 𛀁 (скорописный 江) |
| Катакана | 𛀀 (сокращение черт 衣) | エ (ключ 江)        |

В период Мэйдзи, чтобы закрыть пустые места в таблице годзюон, для знаков «и» строки «я», «э» строки «я», «у» строки «ва» катаканы были созданы специальные символы. Для «э» строки «я» использовалась лигатура イ и エ (см. рис.).

## Звучание
Изначально знаку 𛀁 соответствовал йотированный гласный близкий к современному русскому «е» («йе»). В то время как え в те времена читался близко к русскому «э».
В период Сэнгоку, Адзути-Момояма и в начале периода Эдо え и 𛀁 слились и стали читаться как «е». Другими словами, え перешло в 𛀁. При этом звук стал записываться только символом え.
Начиная с середины периода Эдо и до Бакумацу объединённый え в большинстве позиций изменил чтение с обратно с «е» на «э».
В современном японском языке обычно везде произносится «э», однако в том случае, когда перед буквой «э» стоит заканчивающийся на «э» слог, она может произноситься как «е» для усиления разницы. Также в некоторых диалектах ещё можно услышать древнее произношение.

## Пример употребления
Амэцути-но ута и Ироха — специальные стихотворения, в которых каждый знак каны употребляется только один раз. Знак 𛀁 присутствует только в Амэцути-но ута, поскольку различие между え и 𛀁 стёрлось до создания Ирохи. В словаре Кодзиэн 𛀁 используется в цитатах.

## Кодировка
В принятой 11 октября 2010 года 6-й версии Юникода знаку был выделен код U+1B001, древнему знаку катаканы 𛀁 «э» (произошедшему от 衣) был выделен код U+1B000. Для их использования в UTF-16 необходима поддержка суррогатных пар.
Даже в случае наличия подходящих шрифтов знак может заменяться на 江[почему?].
Лигатуру イ и エ планируется внести в Юникод в версии 14.0.